# Jackie Leven

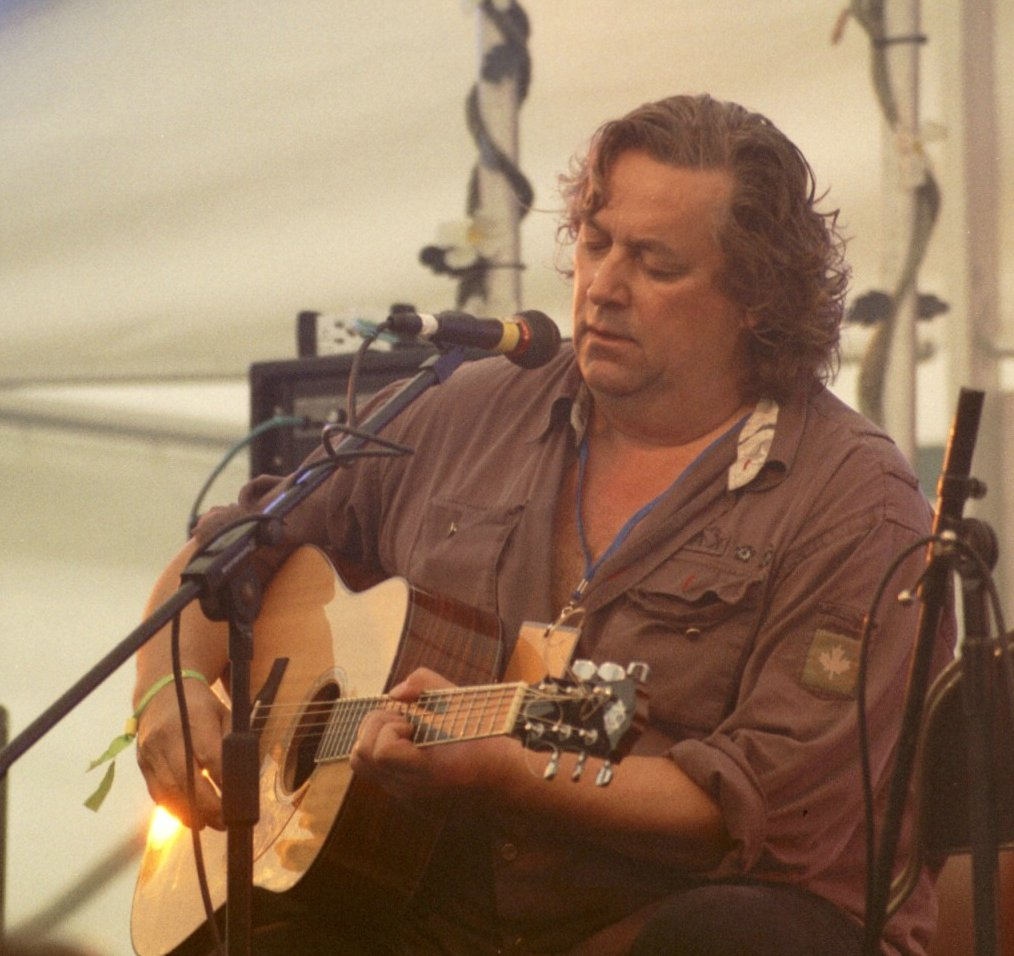
Jackie Leven in Leicester, 2005

Jackie Leven (* 18. Juni 1950 in Kirkcaldy, Schottland; † 14. November 2011) war ein britischer Liederkomponist und Folk-Musiker.

## Leben
Jackie Leven, Sohn eines Iren und einer Roma, begann seine musikalische Karriere in den späten 1960er-Jahren unter dem Pseudonym John St. Field, unter dem er auch das Album Control 1973 aufnahm. Inspiriert vom Punk gründete er nach einer Zeit des Reisens die Band Doll by Doll im Jahre 1978. Obwohl die Band bei ihren öffentlichen Auftritten sehr beliebt war, schaffte sie nie den endgültigen Durchbruch. Vier Alben erschienen zwischen 1979 und 1982. 
Nachdem sich Doll by Doll 1983 aufgelöst hatte, begann Jackie Leven seine Solokarriere. Während der Aufnahmen zu seinem ersten Soloalbum 1983 wurde er nachts auf der Straße überfallen und gewürgt, was dazu führte, dass er danach fast zwei Jahre lang nicht mehr sprechen konnte. Er begann, Drogen zu nehmen und wurde heroinsüchtig. Dennoch veröffentlichte er die Single Big Tears unter dem Namen „Concrete Bulletproof Invisible“, die 1988 im Melody Maker zur Single der Woche avancierte. Schließlich konnte sich Leven durch Akupunktur von seiner Sucht befreien und begründete die CORE-Stiftung, die einen holistischen Ansatz bei der Behandlung Heroinsüchtiger befürwortet.
1994 begann seine Solokarriere dann endgültig mit der Veröffentlichung des Albums The Mystery of Love Is Greater Than the Mystery of Death, das ihm viele positive Kritiken einbrachte. Bis zu seinem Tod veröffentlichte er insgesamt 15 Soloalben und einiges Material nur für Fans. Sein Album Jackie Leven Said, erschienen 2005, ist eine Kooperation mit dem wie Leven aus dem schottischen Fife stammenden Krimiautor Ian Rankin. 
In der Gesellschaft The Haunted Valley versammelte er seine Fans. Die Mitglieder kamen einmal im Jahr in den Genuss eines limitierten Albums des Barden, meist mit Live-Aufnahmen. The Haunted Year – Winter, Spring, Summer und Autumn – waren eine Serie von Wiederveröffentlichungen dieser Alben. Jeweils zwei erscheinen als Doppel-CD pro Jahreszeit.
Jackie Leven benutzte mehrere Pseudonyme. Als Sir Vincent Lone veröffentlichte er drei Alben mit Songs mit Themen, die für sein Image als Folkmusiker zu sehr aus dem Rahmen fielen. Im Song „The War Crimes of Ariel Sharon“ fragte er beispielsweise nach den Ursachen für die Kaltherzigkeit des ehemaligen israelischen Ministerpräsidenten. In „Moscow Train“ schilderte er eine fiktive Zugreise von Berlin nach Sankt Petersburg, in der er als Sir Vincent Lone mit Bob Dylan über die Moskauer U-Bahn plaudert.
Mit seinem letzten Alter Ego Jackie Balfour setzte er das fort, was er bereits in den Live-Alben wie For Peace Comes Dropping Slow oder dem oben erwähnten Jackie Leven Said angedeutet hatte: sein großes Talent als Erzähler. Ende 2007 erschien das erste Album unter diesem Pseudonym, Chip Pan Fire.
Jackie Leven verstarb am 14. November 2011 nach schwerer Krankheit.

## Diskografie
| - The Mystery of Love Is Greater Than the Mystery of Death (Cooking Vinyl, 1994) - Forbidden Songs of the Dying West (Cooking Vinyl, 1995) - The Argyll Cycle (Cooking Vinyl, 1996) - For Peace Comes Dropping Slow (Haunted Valley, 1997) - Fairytales for Hardmen (Cooking Vinyl, 1997) - Saint Judas: When I Went Out to Kill Myself (Haunted Valley, 1998) - Man Bleeds in Glasgow (Haunted Valley, 1999) - als Jackie Leven and the Celtic Soulmen - Night Lilies (Cooking Vinyl, 1998) - The Wanderer (Haunted Valley, 1999) - Greek Notebook (Haunted Valley, 1999) - Munich Blues (Haunted Valley, 2000) - Defending Ancient Springs (Cooking Vinyl, 2000) - Creatures of Light and Darkness (Cooking Vinyl, 2001) - Deep in the Heart of Nowhere (Haunted Valley, 2001) - Barefoot Days (Haunted Valley, 2002) - Greetings from Milford (Haunted Valley, 2002) – mit den Stornoway Girls - Shining Brother, Shining Sister (Cooking Vinyl, 2003) - Men in Prison (live from Bergen Prison) (Haunted Valley, 2003) - For Peace Comes Dropping Slow (Cooking Vinyl, 2004) - Jackie Leven Said (Cooking Vinyl, 2005) mit Ian Rankin - Elegy for Johnny Cash (Cooking Vinyl, 2005) - Oh What a Blow That Phantom Dealt Me! (Cooking Vinyl, 2007) - Lovers at the Gun Club (Cooking Vinyl, 2008) - The Haunted Year - Winter (Men in Prison & Munich Blues) (Cooking Vinyl, 2009) - The Haunted Year - Spring (Man Bleeds in Glasgow & Greetings from Milford) (Cooking Vinyl, 2009) - The Haunted Year - Summer (Barefoot Days & Deep in the Heart of Nowhere) (Cooking Vinyl, 2009) - The Haunted Year - Autumn (Greek Notebook & Only the Ocean Can Forgive) (Cooking Vinyl, 2009) - Gothic Road (Cooking Vinyl, 2010) - Wayside Shrines and the Code of the Travelling Man (Cooking Vinyl, 2011) - mit Michael Cosgrave - One Long Cold Morning (Haunted Valley, 2011) - Heroes Can Be Any Size (Cooking Vinyl, 2012) - Control (Cooking Vinyl, 1975) - Remember (Automatic, 1979) - Gypsy Blood (Automatic, 1979) - Doll by Doll (Magnet, 1980) - Grand Passion (Magnet, 1982) - Revenge of Memory (live im Sheffield Limits Club 1980) (Haunted Valley, 2005) - Songs for Lonely Americans (Glitterhouse, 2004) - When the Bridegroom Comes (Songs for Women) (Cooking Vinyl, 2008) - Troubadour Heart (Cooking Vinyl, 2009) - Chip Pan Fire (Cooking Vinyl, 2007) |